# Nguyễn Đức Toàn
Nguyễn Đức Toàn (1929 – 2016), là một Nghệ sĩ Ưu tú, nhạc sĩ và họa sĩ của Việt Nam. Ông là một cựu sĩ quan quân đội với quân hàm Đại tá Quân đội nhân dân Việt Nam và từng được Nhà nước Việt Nam trao tặng Huân chương Độc lập hạng Ba cho những đóng góp của mình.

## Cuộc đời và sự nghiệp của ông
Ông sinh ngày 10 tháng 3 năm 1929 tại Hà Nội, nguyên quán ở thôn Quế Ổ, xã Chi Lăng, thị xã Quế Võ, tỉnh Bắc Ninh. Thân sinh ông là nhà điêu khắc, các anh chị em ông hầu hết đều làm công tác âm nhạc.
Năm 1944, ông học vẽ tại trường . Và lúc đầu đối với ông, hội họa là niềm say mê chính.
Tháng 8 năm 1945, ông tham gia Cách mạng tháng Tám ở Hà Nội và đã viết bài hát đầu tiên Ca ngợi đời sống mới.
Năm 1946, ông tham gia Đoàn Kịch Sao Vàng cùng nhạc sĩ Đỗ Nhuận, và tham gia kháng chiến chống Pháp.
Trong Kháng chiến chống Pháp, ông được biết đến qua bài hát nổi tiếng Quê em miền Trung du (tuy là bài hát kháng chiến, nhưng Đài Pháp Á trong vùng Pháp tạm chiếm vẫn phát sóng qua song ca của Thái Thanh – Thái Hằng). Trong thời kì này, ông làm Phó đoàn Đoàn Văn công Việt Bắc, ông tham gia diễn kịch, vẽ minh hoạ, trình bày báo, và sáng tác âm nhạc, với những bài Chiều hậu phương, Lúa mới và một số ca cảnh.
Sau năm 1954, bài hát Mời anh đến thăm quê tôi đánh dấu bước chuyển trong sáng tác âm nhạc của ông. Trong thời kỳ này, ông sáng tác một loạt tác phẩm về các liệt sĩ như Biết ơn chị Võ Thị Sáu, Noi gương Lý Tự Trọng, Bài ca Ngô Mây, Ca ngợi Trần Thị Lý, Ca ngợi Nguyễn Văn Trỗi...
Trong Kháng chiến chống Mỹ cứu nước, ông viết các bài Đào công sự, Bài ca người lái xe, Nguyễn Viết Xuân cả nước yêu thương, Khâu áo gửi người chiến sĩ...
Trong những năm 1968 – 1970, ông tu nghiệp ở Nhạc viện Kiev (Ukraina), tại đây ông đã viết các tác phẩm khí nhạc như Sonate viết cho violon (dàn dựng và xuất bản ở Moskva), Tổ khúc giao hưởng Tổ quốc (dàn nhạc Novosibirk)... Về nước, ông viết những ca khúc, hợp xướng như Bài ca xây dựng, Tiếng hát buổi bình minh, Bài ca chiến thắng...
Sau khi Việt Nam thống nhất, ông viết những bài hát nhạc nhẹ trữ tình như Từ ngày hôm nay, Tình em biển cả, Chiều trên bến cảng, Hà Nội một trái tim hồng
Năm 2000, ông được trao tặng Giải thưởng Hồ Chí Minh về Văn học – Nghệ thuật cho các tác phẩm: Quê em, Biết ơn chị Võ Thị Sáu, Đào công sự, Nguyễn Viết Xuân cả nước yêu thương, Tình em biển cả, Chiều trên bến cảng.
Ông qua đời vào sáng ngày 7 tháng 10 năm 2016 (87 tuổi) tại Hà Nội.

## Tác phẩm
- Bài ca chiến thắng
- Bài ca Ngô Mây
- Bài ca người lái xe
- Bài ca xây dựng
- Bài hát về Lê Đình Chinh (1979)
- Bé nhè
- Biển muôn đời vẫn thế
- Biết ơn chị Võ Thị Sáu (1958)
- Ca ngợi đời sống mới (1945)
- Chú mèo con
- Ca ngợi Nguyễn Văn Trỗi
- Ca ngợi Trần Thị Lý
- Câu chuyện tình yêu
- Chiều hậu phương
- Chiều trên bến cảng (1978)
- Chuyện ngày xưa
- Đảng là cuộc sống của tôi
- Đào công sự
- Em yêu hòa bình (nhạc thiếu nhi)
- Giải phóng (hợp xướng 4 chương, 1970)
- Hà Nội, một trái tim hồng
- Khâu áo gửi người chiến sĩ
- Lời ước nguyện về 1000 năm Thăng Long (cantate năm chương, 2010)
- Lúa mới
- Mời anh đến thăm quê tôi (1954)
- Ngập ngừng
- Nguyễn Viết Xuân, cả nước yêu thương
- Noi gương Lý Tự Trọng
- Quê em miền trung du (1946)
- Sonate viết cho violon (khí nhạc)
- Tiếng hát buổi bình minh
- Tình em biển cả
- Tổ quốc (tổ khúc giao hưởng) (1971)
- Từ ngày hôm nay